# Tanzio da Varallo
Tanzio da Varallo (eigentlich Antonio di Giovanni D’Henricis oder Antonio D’Enrico) (* um 1575/1580 in Alagna (Valsesia) – zwischen 28. September 1632 und 29. Oktober 1633 in Borgosesia oder Varallo ?), war ein norditalienischer Maler zwischen Manierismus und Frühbarock. Er ist besonders für sein Wirken im Sacro Monte di Varallo bekannt und wird auch gelegentlich als „Caravaggio der Alpen“ (“il Caravaggio delle Alpi”) bezeichnet.

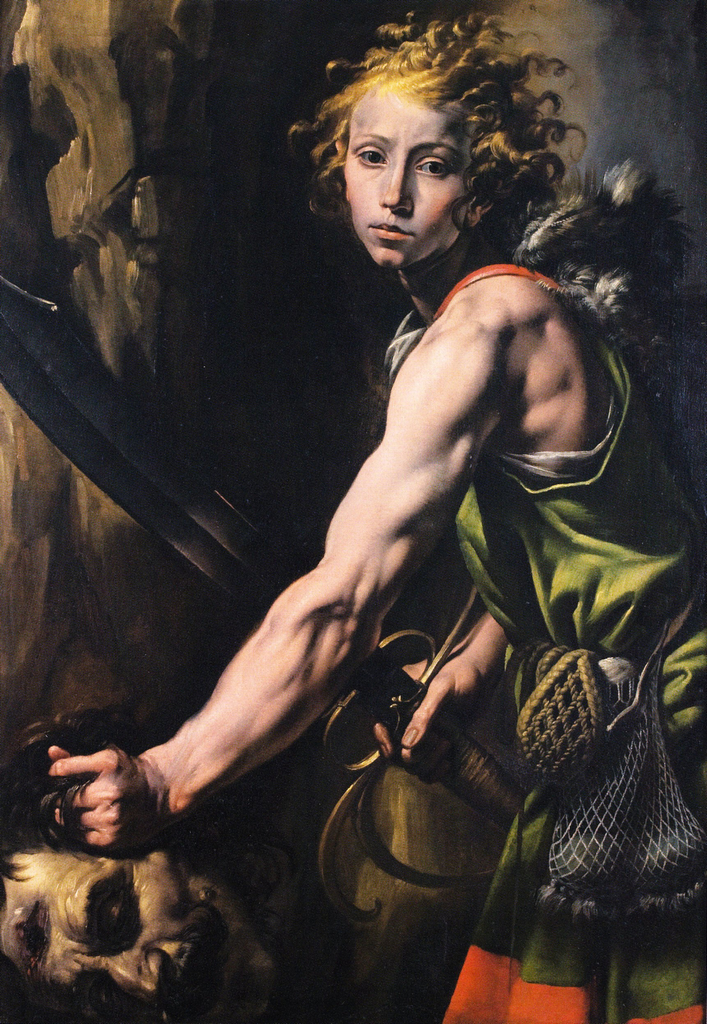
Tanzio da Varallo: David mit dem Haupt des Goliath, ca. 1625, Museo civico, Varallo

Der Spitzname Tanzio leitet sich von seinem eigentlichen Namen Antonio di Giovanni ab, das bedeutet: Antonio, Sohn des Giovanni. Die Kurzform des väterlichen Namens Giovanni (deutsch: Johannes) lautet im titzschu-Dialekt „Anz“ bzw. „der Anz“ oder „d’Anz“ (deutsch: „Hans“ oder „der Hans“); dies wurde zu „Tanzio“ italianisiert.

## Leben
Er gehörte zu der Künstlerfamilie D’Enrico (oder D’Henricis), die in der alpinen Region Valsesia beheimatet war. Antonios Geburtsdatum ist nicht bekannt, muss aber um 1580 oder etwas früher gelegen haben. Sein Vater Giovanni il Vecchio (Giovanni der Ältere) vom „Riale di Alagna“ verstarb bereits am 5. Juni 1586.
Traditionell wird angenommen, dass die Familie im Ortsteil Giacomolo („Z'Jacmuls hus“) bei Alagna in einem nach wie vor erhaltenen Haus lebte, über dessen Eingangstür das Datum 1609 und die Worte „Alein Got die ehr“ zu lesen sind. Antonio hatte sechs Geschwister: Enrico (oder Ulrico), Giovanni, Giacomo, Pietro, Melchiorre und Caterina. Der älteste Bruder Enrico war bereits im Juni 1586 als „capomastro“ am Bau der Kapelle 11 (Cappella degli Innocenti) des Sacro Monte di Varallo beteiligt, zusammen mit Giovanni und Giacomo. Giovanni D’Enrico ist vor allem für seine Skulpturen bekannt und Melchiorre D’Enrico war Maler; auch Tanzios Neffe Melchiorre il Giovane, ein Sohn des ältesten Bruders Enrico, war Maler.

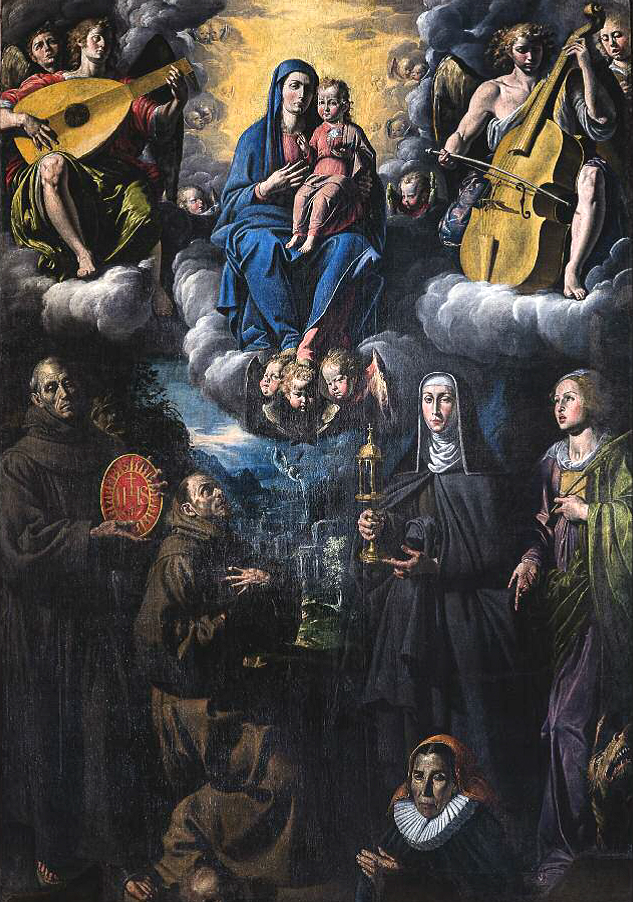
Madonna dell’Incendio, Votivbild in der Collegiata di Pescocostanzo (bei Aquila)

Leben und Werdegang des Tanzio da Varallo liegen zum großen Teil im Dunkel, was dem Maler eine etwas geheimnisvolle Ausstrahlung verleiht. Höchstwahrscheinlich lernte er sein Handwerk in der familiären Werkstatt, vor allem bei Melchiorre D’Enrico, mit dem er wohl auch später öfters zusammenarbeitete, beispielsweise 1597 bei dessen großer Fassadendekoration an der Gemeindekirche von Riva Valdobbia (Vercelli); bei diesen Fresken wurden verschiedene Zitate von Stichen nordischer Künstler bzw. Romanisten identifiziert.
Im Heiligen Jahr 1600 unternahm Tanzio zusammen mit Melchiorre eine Reise nach Rom, über die nur wenig bekannt ist; auch der Zeitpunkt seiner Rückkehr ist aufgrund sich widersprechender Informationen ein Rätsel. In Rom war er vielfältigen künstlerischen Eindrücken ausgesetzt, da die dortige Malerei zu dieser Zeit in einem Umbruch vom späten, aber bereits zu mehr Realismus tendierenden Manierismus zum Barock war, wie in den Werken von Cavalier d’Arpino oder Pomarancio; andererseits konnte man dort bereits Werke von Caravaggio und dessen naturalistischen Tenebrismus sehen.

Sicher ist, dass Tanzio wohl nach seinem Rom-Aufenthalt auch in Neapel war, wo einige malerische Fragmente von seiner Hand in der Kirche Santa Restituta erhalten sind.

Später hielt er sich in den Abruzzen auf, wovon eine Circumcision in der Gemeindekirche (parrocchiale) von Fara San Martino (bei Chieti) zeugt. Zu den eindeutig von Tanzio stammenden Werken gehört außerdem das große Votivbild der Madonna del Colle in der Collegiata di Pescocostanzo (bei Aquila).
Mit einer gewissen Wahrscheinlichkeit war er nach seinem Aufenthalt in den Abruzzen auch in Venedig und kam auf der weiteren Rückreise sicher durch Orte wie Verona, Brescia und Bergamo. In dieser letzten Etappe seiner Reise müssen ihn besonders Werke von Veronese und Moretto da Brescia beeindruckt haben, worauf einerseits seine späteren Fresken, und andererseits seine Madonnenbilder hindeuten.
Ein Dokument vom 13. Januar 1611 scheint zu bestätigen, dass er zu dieser Zeit bereits wieder nach Hause zurückgekehrt war und sich in Varallo aufhielt; doch zweifeln einige Autoren, ob es sich bei dem erwähnten Antonio D’Enrico nicht um eine andere Person gleichen Namens handelte.
Nicht ganz sicher ist die traditionelle Zuschreibung des vielgepriesenen Altarbildes Der hl. Carlo Borromeo bei den Pestkranken (1616) in der Collegiata von Domodossola; das Bild wurde beispielsweise von Roberto Longhi wegen stilistischer Unstimmigkeiten nicht als eigenes Werk von Tanzio akzeptiert. Aus diesen Gründen haben andere vorgeschlagen, dass es sich vielleicht um ein Gemeinschaftswerk handeln könnte, eventuell mit seinem Neffen Melchiorre D’Enrico il Giovane.

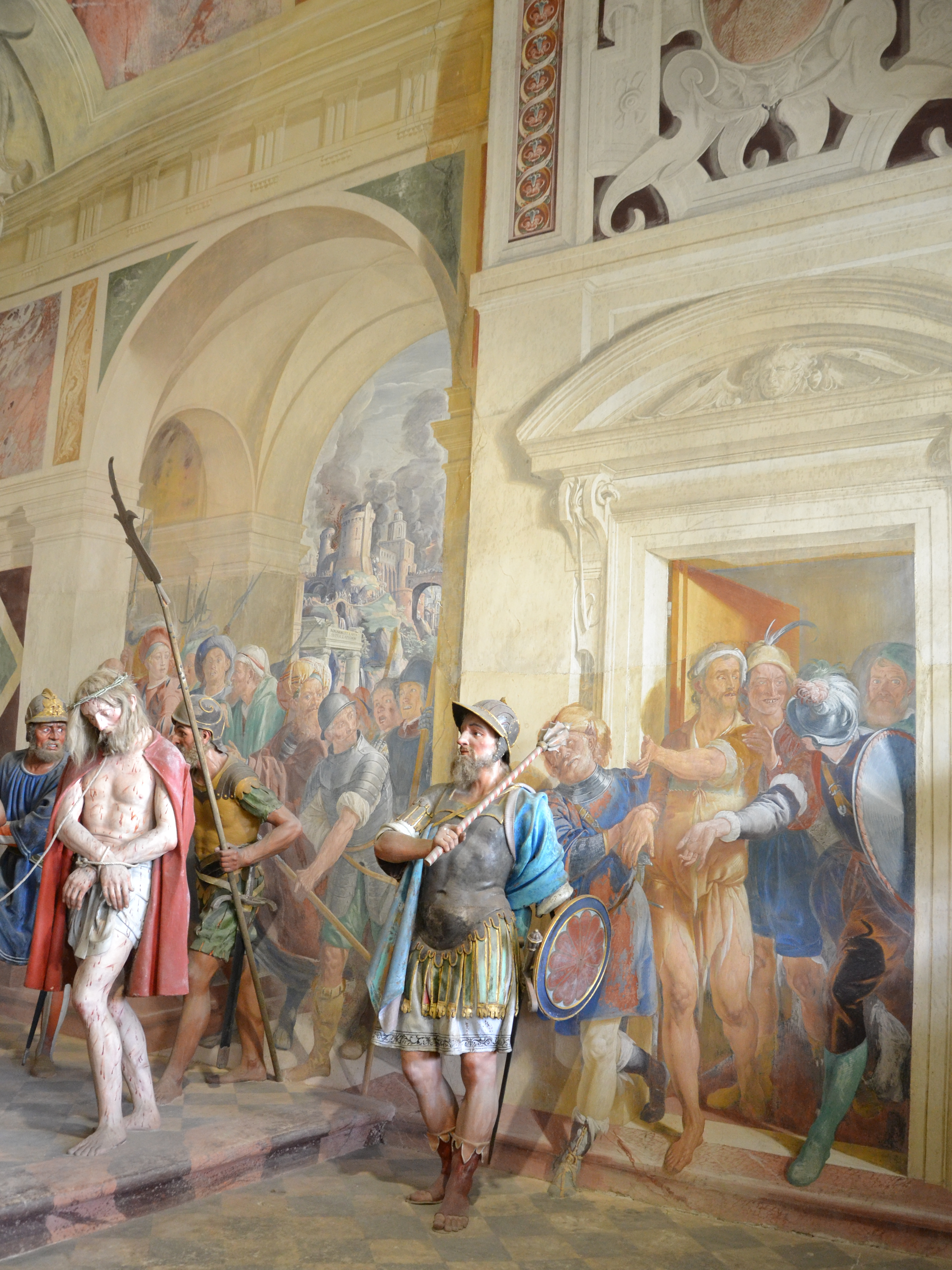
Fresken in Kapelle 34 (Pilatus wäscht sich die Hände) des Sacro Monte di Varallo (1617–18), Figuren von Giovanni D’Enrico

Nachgewiesen ist Tanzios Anwesenheit in Varallo am 14. September 1617, als der Kardinal F. Taverna bei einem Besuch des dortigen Sacro Monte die fast fertigen Fresken des Künstlers in der Kapelle 27 (Erstes Erscheinen Christi vor Pilatus) besichtigte, für die sein Bruder Giovanni D’Enrico die Terrakotta-Statuen geschaffen hatte. Dabei und bei den folgenden Werken im Sacro Monte entstand eine ungewöhnliche Einheit und Mischung aus Skulptur und Malerei, wo die Grenzen zwischen den beiden Gattungen ganz bewusst verschwimmen. Gleich im Anschluss malte Tanzio auch die Fresken in der Kapelle 34 (Pilatus wäscht sich die Hände) und erst 1628 diejenigen der Kapelle 28 (Christus vor Herodes), die vom Bischof Giovan Pietro Volpi am 22. August 1628 in noch unfertigem Zustand besichtigt wurden.
Am 19. Februar 1627 unterzeichnete er einen Vertrag mit Ottavio Nazzari für die Freskendekoration der Kapelle des Schutzengels in der Kirche San Gaudenzio von Novara, die als ein Meilenstein im Werk des Künstlers angesehen wird. Die Arbeiten waren 1629 beendet, wie die datierte Signatur des Künstlers am rechten Pilaster zeigt. Ein Bozzetto für die Schlacht von Sennacherib befindet sich im Museo civico von Varallo.
Neben diesen großen Aufträgen schuf er eine Reihe von Altarbildern für Kirchen in kleinen, teilweise abgelegenen Orten des Piemont und der Lombardei, und war auch ein gesuchter Porträtist.
Im Jahr 1630 – als die Pest in Mailand wütete – lebte Tanzio zusammen mit seiner Frau Maria de Perello nachweislich in Varallo.
Wahrscheinlich nach 1630 malte er in Mailand Fresken in Sant’Antonio dei Teatini und in Santa Maria della Pace degli Zoccolanti.
Tanzios letztes Werk war die Freskierung der Franziskuskapelle in der Collegiata von Borgosesia, die er für die Familie Gibellini nach dem 28. September 1632 begann, jedoch nicht mehr beenden konnte. Aus einem Dokument vom 29. Oktober 1633 geht hervor, dass er inzwischen verstorben war und dass sein Bruder Melchiorre D’Enrico diese Fresken fertigstellen musste.

## Stil und Würdigung

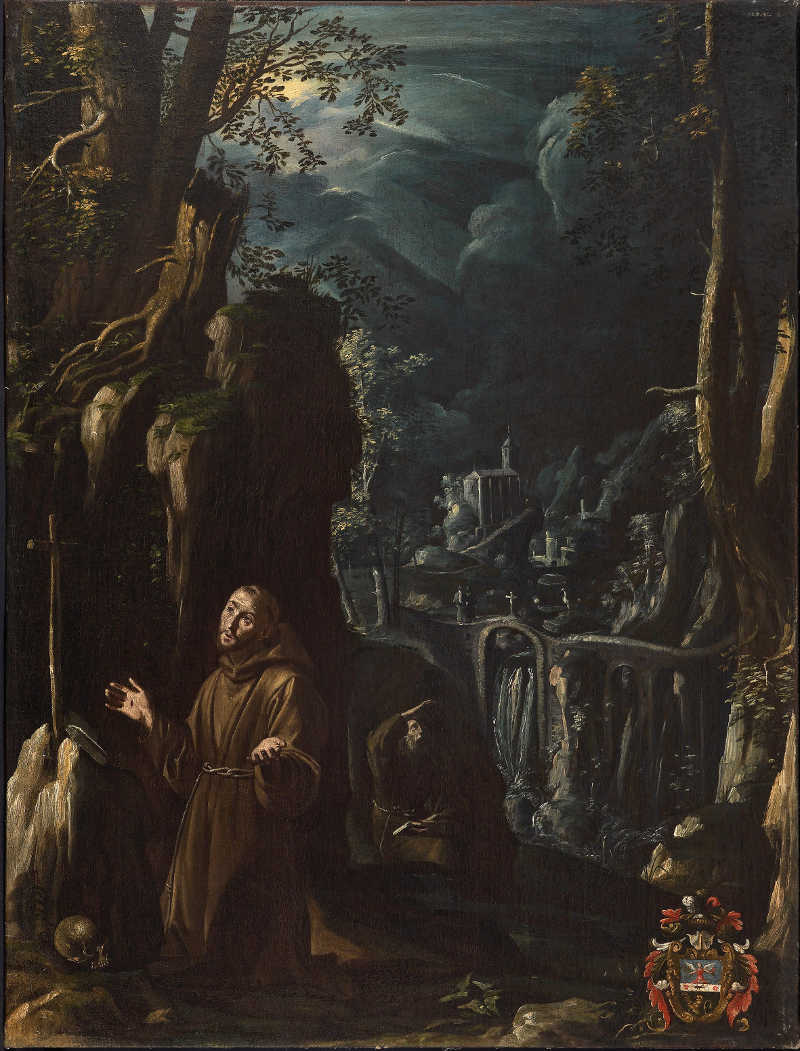
Der hl. Franziskus erhält die Stigmata, 1611–14 (?), Collezione Koelliker, Mailand

Tanzio da Varallo war zu seiner Zeit eine Art Einzelgänger, der sich eher abseits der künstlerischen Hauptströmungen und der großen Neuerungen seiner Epoche aufhielt. Wahrscheinlich hatte er eine erste bildhauerische oder holzschnitzerische Ausbildung. Die Zusammenarbeit mit seinem Bruder Giovanni D’Enrico im Sacro Monte di Varallo und die dortige spezielle Mischung aus Skulptur und Malerei dürfte dies noch gefördert haben.
In malerischer Hinsicht ist Tanzio aufgewachsen mit einer Grundprägung durch die lombardische Tradition nach Gaudenzio Ferrari. Durch seinen Bruder Melchiorre dürfte er auch schon früh mit Stichen nach nordeuropäischen Künstlern, vielleicht von Dürer und von Romanisten wie Goltzius bekannt gewesen sein.
Viel Aufhebens wird um seine in Rom erfolgte Prägung durch Michelangelo Merisi da Caravaggio gemacht; doch ist davon in Wirklichkeit – abgesehen vom Tenebrismus – an Tanzios relativ „archaischem“, manieristisch geprägtem und teilweise beinahe holzschnittartigem Stil eher wenig zu finden. Einige Autoren haben über eine Mitarbeit in Giovanni Bagliones römischer Werkstatt spekuliert und wollen Affinitäten insbesondere zu dessen Fresko Konstantin überreicht dem Papst Geschenke (1599–1600) im Querschiff von San Giovanni in Laterano entdecken: Beide Brüder D’Enrico, sowohl Melchiorre als auch Tanzio, sollen in späteren Bilderfindungen ihrer Fresken Inspirationen aus diesem Vorbild geschöpft haben.
Angesichts seiner relativ nordischen Grundprägung und der speziellen und eigenwilligen Mischung aus manieristischen und frühbarocken Zügen in seiner Malerei ist es durchaus möglich, dass er sowohl in Rom als auch später in Neapel Kontakte zu nordeuropäischen Künstlern suchte und in einer dieser Werkstätten mitarbeitete. Einige Tanzio zugeschriebene kleinformatige Bilder, teilweise mit Nachtstimmungen, lassen etwa an Adam Elsheimer denken; in Neapel wären auch Kontakte zu Teodoro d’Errico oder Aert Mytens denkbar.
Tanzios Fresken im Sacro Monte deuten auf eine gewisse Kenntnis der Werke von Paolo Veronese oder dessen Umkreis in Venedig oder Venetien hin; einige seiner Madonnenbilder auch auf Einflüsse durch Moretto da Brescia.
In den 1620ern wurde er zunächst im Sacro Monte di Varallo mit dem Stil von Morazzone konfrontiert, und in Mailand auch mit den anderen Protagonisten des lombardischen Frühbarock: Cerano, Giulio Cesare Procaccini und Daniele Crespi. Doch in malerischer Hinsicht hat ihn dies eher wenig beeinflusst: Einem Tenebrismus folgte er ohnehin und seine fast scharfen Umrisse, seine minutiöse, fast gotisch und bildhauerisch anmutende Gestaltung von Gewandfalten oder einzelner Muskeln bei männlichen Figuren und ein daraus resultierender etwas harter Gesamteindruck seiner Malerei hat wenig mit dem weichen Sfumato der Mailänder Barockmeister zu tun.

## Bildergalerie

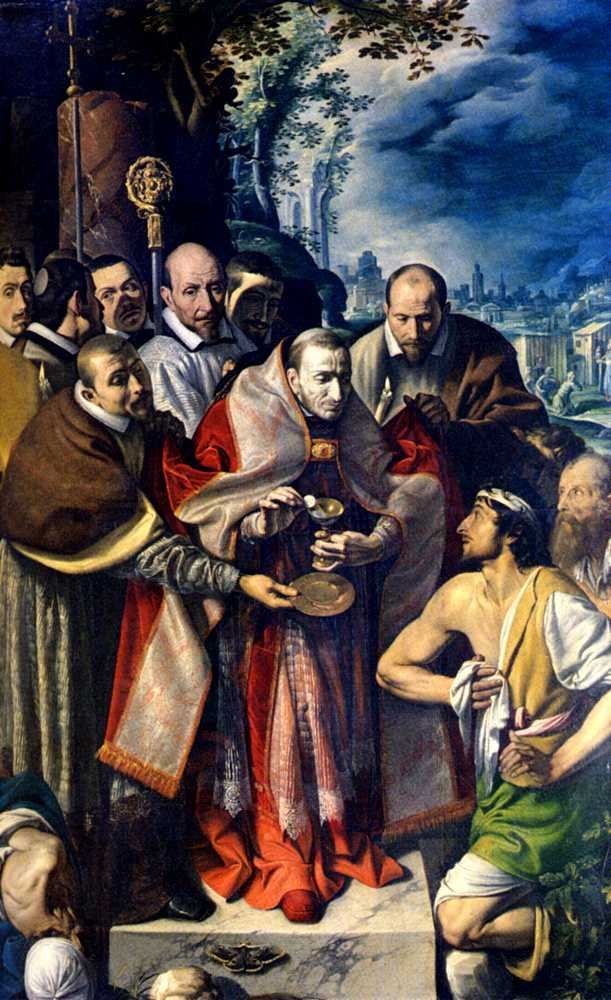
Tanzio da Varallo, eventl. mit einem anderen Künstler (?): Carlo Borromeo bei den Pestkranken, um 1616 (?), Öl auf Leinwand, 258 × 156 cm, Santi Gervasio e Protasio, Domodossola
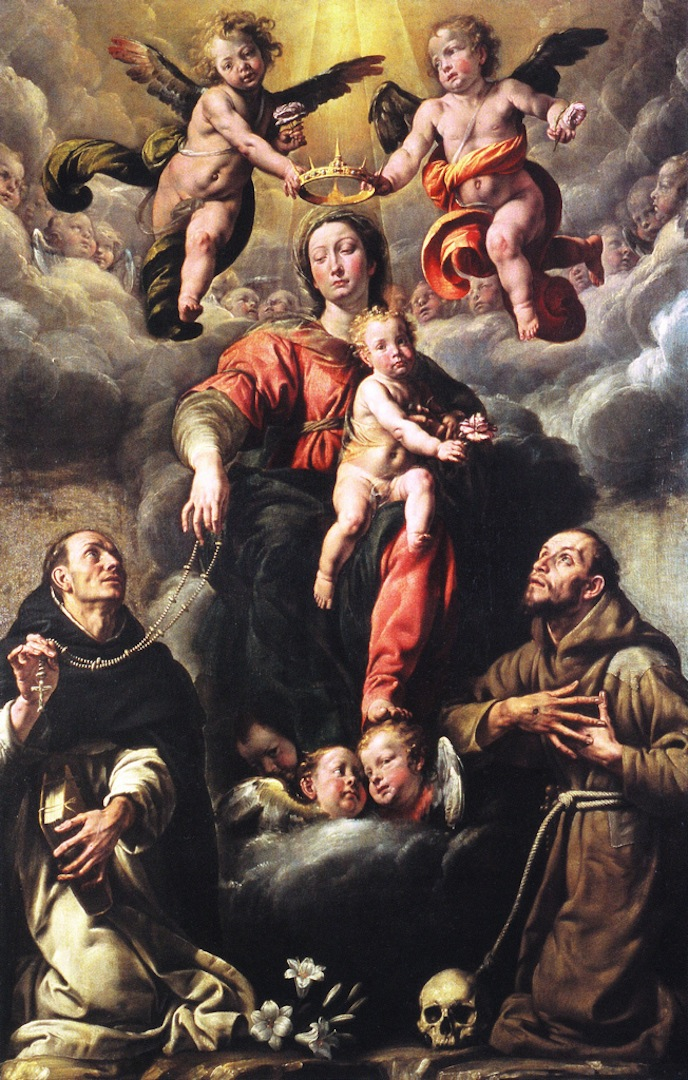
Madonna mit Kind und den hl. Dominikus und Franziskus, 1623–27, Öl auf Leinwand, 265 × 174 cm, Santi Ippolito e Cassiano, Lumellogno (Novara)
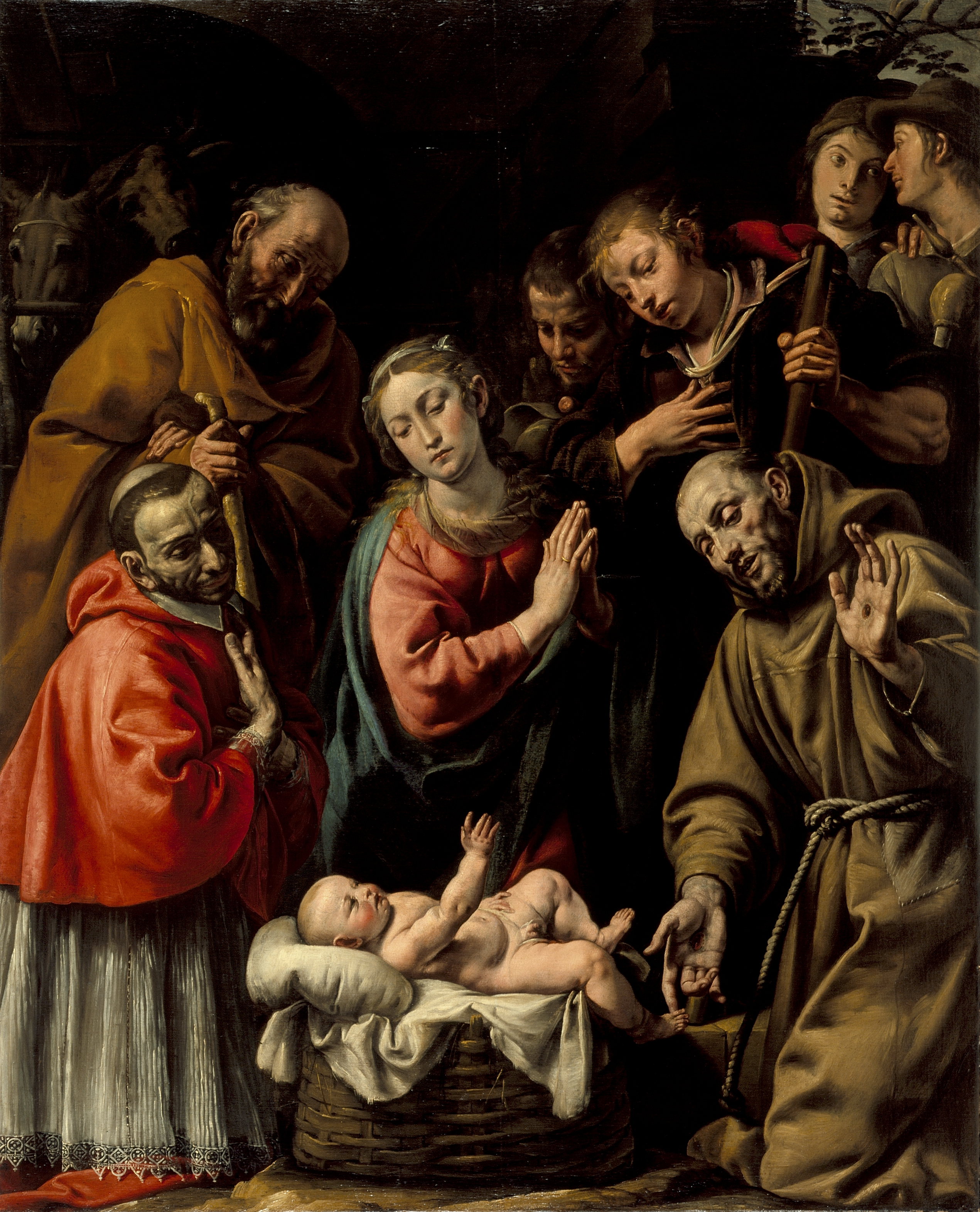
Anbetung der Hirten mit den Hl. Franziskus und Carlo Borromeo, ca. 1628, Öl auf Leinwand, 185,7 × 149,8 cm, Los Angeles County Museum of Art
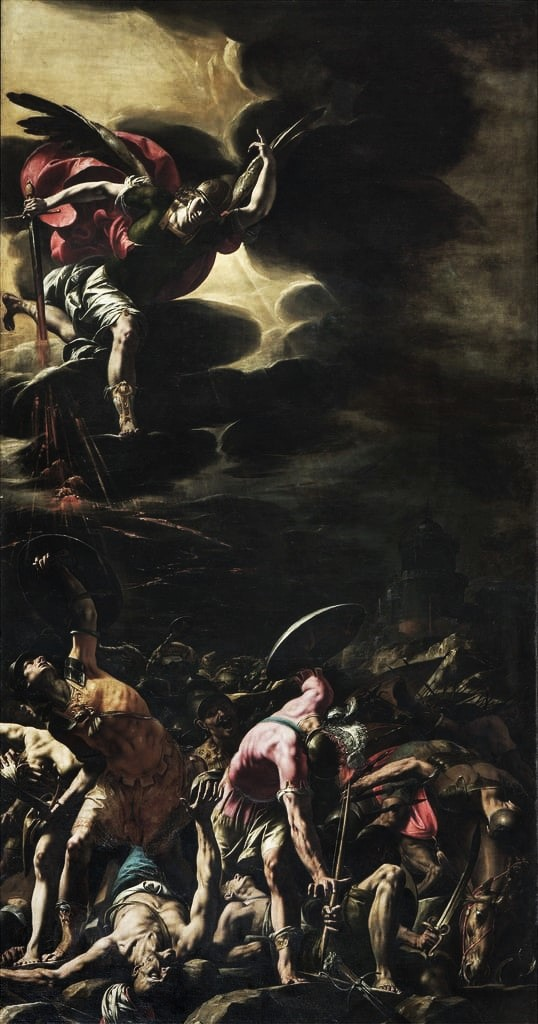
Schlacht von Sennacherib, 1629, Öl auf Leinwand, 570 × 260 cm, Basilica di San Gaudenzio, Novara
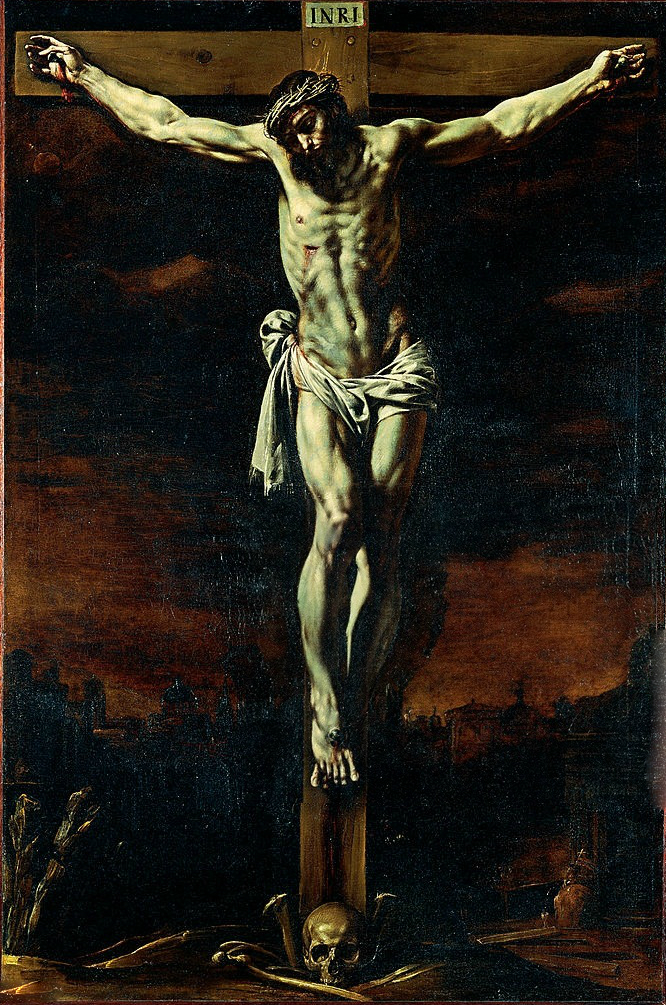
Kreuzigung, ca. 1630 (?), Öl auf Leinwand, Chiesa parrocchiale, Gerenzano (Varese)
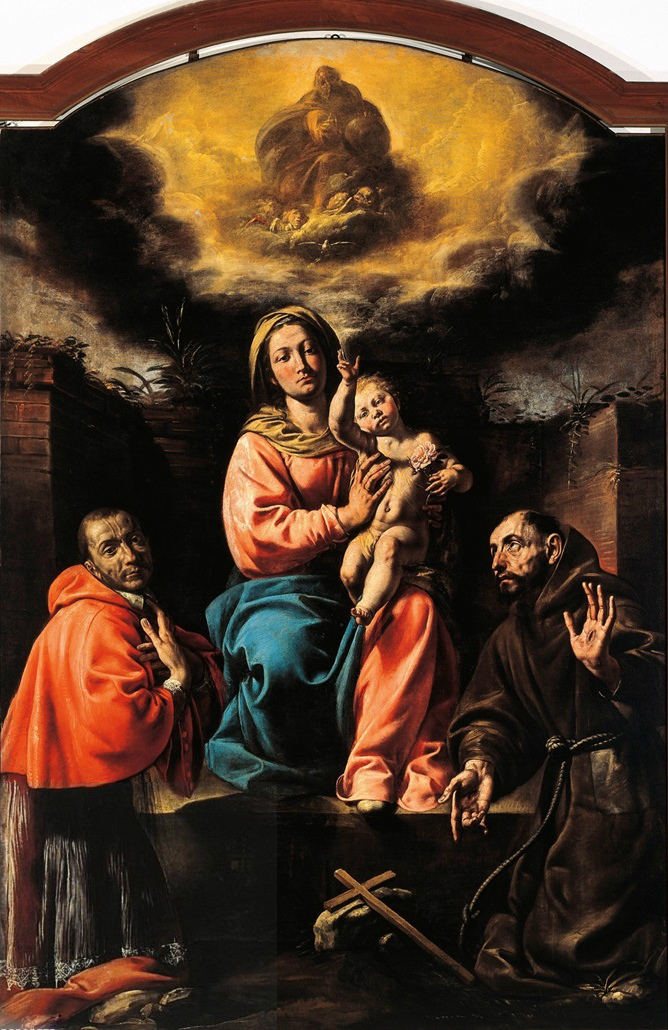
Madonna mit Kind und Heiligen, um 1631, Öl auf Leinwand, 285 × 190 cm, Pinacoteca civica, Varallo

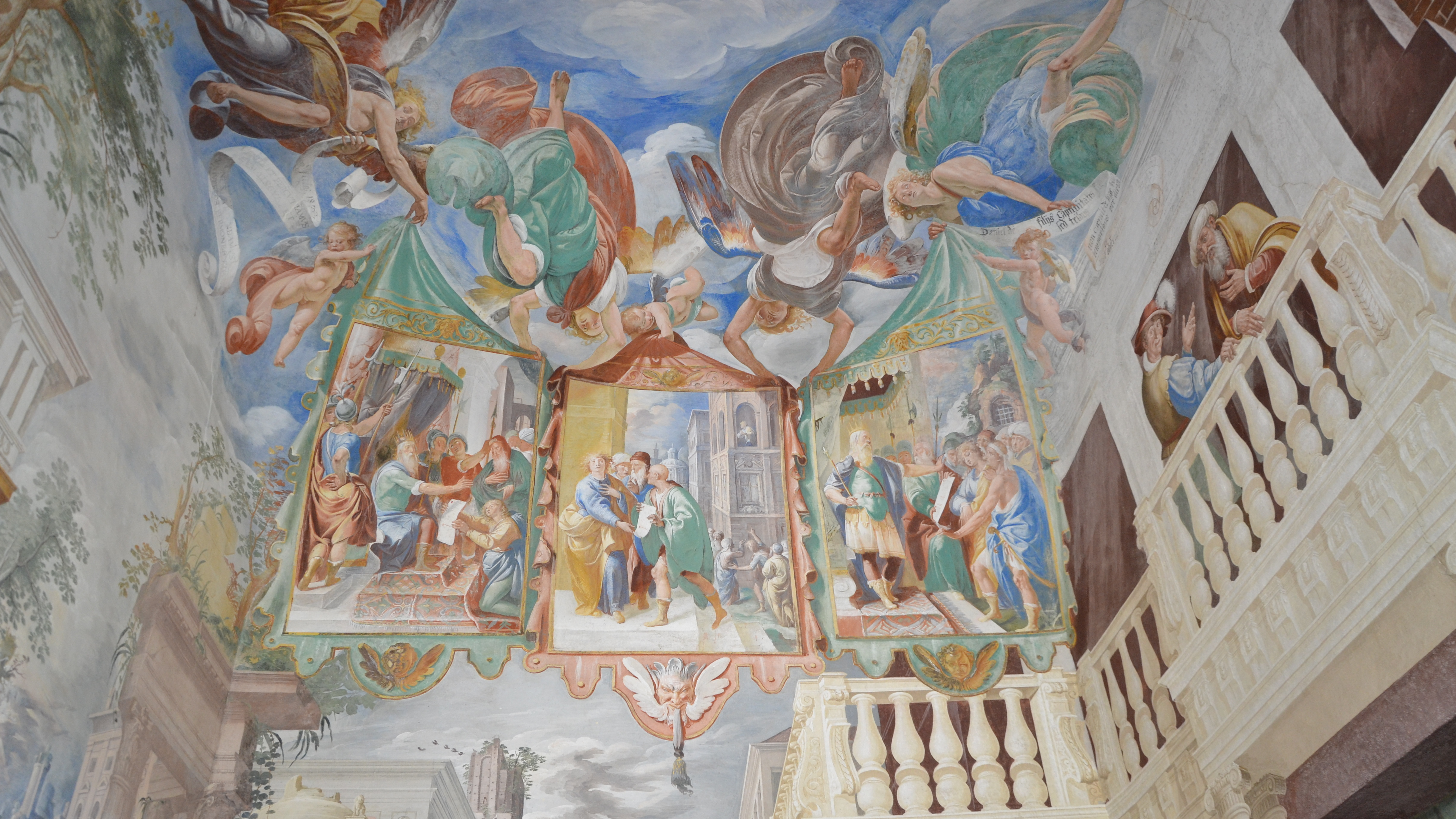
Decken- und Wandfresken in Kapelle 27 (Christus vor Pilatus) vom Sacro Monte di Varallo

## Werke (Auswahl)
Seit der zweiten Hälfte des 20. Jahrhunderts tauchen immer wieder Werke auf, die Tanzio da Varallo zugeschrieben werden; da ist teilweise Vorsicht geboten. Es folgt eine Liste gesicherter Werke und drei Werke mit nicht ganz geklärter Urheberschaft.
Fresken im Sacro Monte di Varallo:

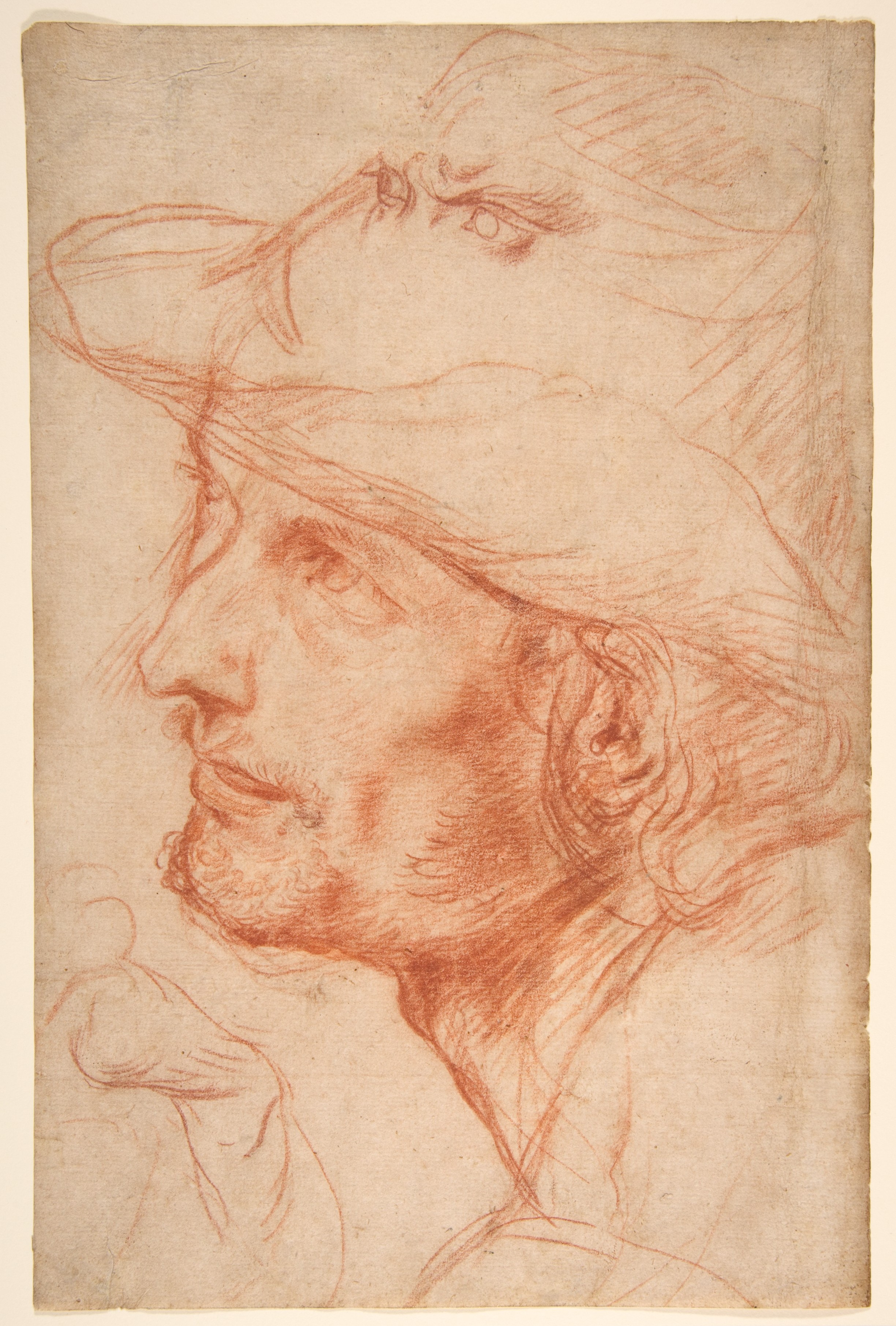
Kopf eines Mannes, Zeichnung, Rötel, 30,4 × 19,9 cm, Metropolitan Museum, New York

- Kapelle 27 (Erstes Erscheinen Christi vor Pilatus), 1617
- Kapelle 34 (Pilatus wäscht sich die Hände), 1617–18
- Kapelle 28 (Christus vor Herodes), 1628

Andere gesicherte Werke:
- vier Fragmente (Pfingsten), Santa Restituta, Neapel
- Circumcision, Gemeindekirche (parrocchiale), Fara San Martino (bei Chieti)
- Votiv-Altarbild Madonna del Colle, 1617 (?), Collegiata, Pescocostanzo (bei Aquila)
- Rosenkranzmadonna, 1617–1626, Gemeindekirche (parrocchiale) Santa Cristina, Borgomanero (gestohlen 1971)
- Visitation, 1616–1627, Gemeindekirche (parrocchiale), Vagna
- Die Prozession des heiligen Nagels, 1628, San Lorenzo, Cellio
- Porträt eines Mannes, Pinacoteca di Brera, Mailand
- Freskendekoration der Schutzengelkapelle (Cappella Nazzari), 1627–29, in San Gaudenzio, Novara
- Ein Bozzetto für die Die Schlacht von Sennacherib, ca. 1627, Museo civico, Varallo
- Allerheiligenaltar (Pala di Ognissanti), nach 1628, Gemeindekirche (parrocchiale), Fontaneto d’Agogna (Novara)
- Altarbild für das Oratorio di Sabbia, nach 1628, heute: Pinacoteca, Varallo Sesia
- Fresken (nach 1630 ?) in der dritten Kapelle der rechten Seite in Sant’Antonio dei Teatini, Mailand
- Deckenfresken im Chor (nach 1630 ?), Santa Maria della Pace degli Zoccolanti, Mailand
- Fresko Kruzifix mit den Hl. Barnabas, Ambrosius und den Stiftern, nach 1630 (?), (früher in der Chiesa della Vittoria, Parabiago) Ospedale Antonini, Limbiate (sehr schlecht erhalten)
- Hl. Rochus, datiert 1631, (früher in der Parrocchiale von Camasco) Pinacoteca, Varallo
- Fresken in der Familienkapelle der Gibellini, nach 28. September 1632, Collegiata von Borgosesia (fertiggestellt von Melchiorre D’Enrico)

Zuschreibungen, ungesichert:
- Ekstase des hl. Franziskus, Musée des Beaux-Arts, Rouen
- Der hl. Carlo Borromeo bei den Pestkranken, 1616, Collegiata von Domodossola (evtl. Gemeinschaftsarbeit mit einem anderen Künstler ?)
- Die Hl. Gregor, Nikolaus und Pantaleon, Collegiata di San Gaudenzio, Varallo (evtl. Gemeinschaftsarbeit mit einem anderen Künstler ?)

Zeichnungen und Entwürfe von Tanzio da Varallo sind in verschiedenen Sammlungen erhalten.